# Олдершот (футбольный клуб)
«Олдершот» — несуществующий сейчас английский футбольный клуб из одноимённого города. Образован в 1926 году, прекратил существование в результате банкротства 25 марта 1992 года. Домашние матчи проводил на стадионе «Рекреэйшн Граунд», вмещающем 16 000 зрителей. В середине 70-х годов 20-го века клуб провёл три сезона в Третьем дивизионе футбольной лиги, на тот момент третьем по силе дивизионе Англии, где лучшим достижением для него стало 8-е место в сезоне 1973/74. В 1992 году «Олдершот» обанкротился, но в тот же год на его основе был создан новый клуб, названный «Олдершот Таун».